# Lynch Mob
Lynch Mob est un groupe américain de hard rock, originaire de Californie. Il est formé en 1989 à partir des restes de l'ancien groupe de Lynch, Dokken. Il est le seul membre permanent du groupe.

## Histoire
Lynch Mob est formé en 1989, à partir des restes de l'ancien groupe de Lynch, Dokken. La formation originale du groupe comprenait également le batteur de Dokken, Mick Brown. Le premier album de Lynch Mob sort en 1990, sous le titre Wicked Sensation. La chanson titre, ainsi que River of Love, She's Evil But She's Mine et For a Million Years sont des archétypes de la scène glam metal des années 1980. Cependant, en raison de la baisse de popularité du genre, l'album n'a pas trouvé un large public.
L'album suivant, Lynch Mob (sorti en 1992), marche moins bien à sa sortie en raison de l'explosion du rock alternatif. L'album contient des titres hymniques tels que Tangled in the Web et une reprise de Tie Your Mother Down de Queen. L'album présente un nouveau chanteur, Robert Mason, malgré des tentatives de reformation avec Oni Logan.
Lynch Mob se sépare après la tournée de l'album, et en 1995, Lynch et le batteur Mick Brown se réunissent avec Dokken.
Après quelques retours sporadiques, le groupe se réunit au Rocklahoma 2008 de Pryor, en Oklahoma. En janvier 2009, Oni Logan et George Lynch se réunissent pour former une nouvelle incarnation du groupe, qui sort Smoke and Mirrors en 2009, avec Marco Mendoza à la basse. Une tournée suit, avec Fred Coury à la batterie. Le batteur Brian Tichy rejoint Lynch Mob en 2010.
En août 2020, George Lynch révèle qu'il n'allait plus sortir de musique ni faire de tournée avec le nom du groupe en raison de ses connotations raciales, mais en octobre 2022, Lynch recommence à se produire sous le pseudonyme Lynch Mob. En août 2023, Lynch annonce un nouvel album, Babylon, le premier depuis Brotherhood sorti en 2017, qui sortira le 20 octobre 2023.

## Discographie
- 1990 : Wicked Sensation (Elektra Records ; 46e des charts américains[8])
- 1992 : Lynch Mob (Elektra Records)
- 1998 : Smoke This (Dreamcatcher)
- 2003 : REvolution (Deadline Records)
- 2009 : Smoke and Mirrors (Frontiers Records)
- 2012 : Sound Mountain Sessions (EP, Rat Pak Records)
- 2014 : Sun Red Sun (Rat Pak Records)
- 2015 : Rebel (Frontiers Records, 2015
- 2017 : The Brotherhood (Rat Pak Records)
- 2020 : Wicked Sensation Reimagined (Rat Pak Records)
- 2023 : Babylon